# Odon (rivière)
Pour les articles homonymes, voir Odon.
L'Odon est une rivière de France, affluent du fleuve l'Orne, dans le département du Calvados, en région Normandie, qui prend sa source sur les premiers contreforts du Massif armoricain et parcourt l'ouest de la plaine de Caen jusqu'au confluent à Caen.

## Étymologie
Attesté Oldon en 1027. D'une base pré-celtique *ol-, il s'agit peut-être d'un hydronyme gaulois, puis du germanique od qui signifie « riche, prospère ».

## Géographie
La rivière naît à Ondefontaine, sur les hauteurs du nord du Bocage virois, à 275 mètres d'altitude, à quelques dizaines de mètres de la source de la Druance qui, elle, s'oriente vers le sud. Longue de 47 km, l'Odon arrose Aunay-sur-Odon, conflue avec l'Ajon au Locheur, coule selon une direction nord-est durant la majeure partie de son cours avant de confluer avec l'Orne à Caen, rive gauche, à 6 mètres d'altitude, par plusieurs bras, le principal appelé le Grand Odon passant au pied du château de Caen et de l'église Saint-Pierre de Caen, dont le chevet est construit sur pilotis.

### Villes traversées
Aunay-sur-Odon, Verson, Bretteville-sur-Odon, Caen.

### Communes et cantons traversés
Dans le seul département du Calvados, l'Odon traverse les vingt-deux communes suivantes, de l'amont vers l'aval, de
Les Monts d'Aunay (source), Dialan sur Chaîne, Seulline, Longvillers, Le Mesnil-au-Grain, Épinay-sur-Odon, Parfouru-sur-Odon, Bougy, Val d'Arry, Grainville-sur-Odon, Gavrus, Mondrainville, Tourville-sur-Odon, Mouen, Baron-sur-Odon, Fontaine-Étoupefour, Verson, Éterville, Bretteville-sur-Odon, Louvigny, Caen (confluence) Fleury-sur-Orne.
Soit en termes de cantons, l'Odon prend source dans le canton d'Aunay-sur-Odon, traverse les canton d'Évrecy, canton de Caen-1, conflue dans le canton de Caen-5, dans les arrondissements de Vire et de Caen.
Ce cours d'eau est dans les trois intercommunalités de communauté de communes Pré-Bocage Intercom, communauté de communes Vallées de l'Orne et de l'Odon, Caen la Mer.

### Toponymes
L'odon a donné son hydronyme aux six communes suivantes de Épinay-sur-Odon, Parfouru-sur-Odon, Grainville-sur-Odon, Tourville-sur-Odon, Baron-sur-Odon, Bretteville-sur-Odon et à l'ancienne commune de Aunay-sur-Odon désormais intégrée dans Les Monts d'Aunay.

### Bassin versant
Le bassin versant de l'Odon est au centre-ouest du département du Calvados, le confluent avec l'Orne se situant au nord-est de ce bassin. Il est bordé par ceux de la Seulles au nord-ouest, de la Vire au sud-ouest et d'autres affluents de l'Orne à l'est dont le bassin du Noireau (dont fait partie la Druance) au sud-est.
L'Odon traverse sept zones hydrographiques pour 216 km2 de superficie totale.

### Organisme gestionnaire
L'organisme gestionnaire est le SYMOA ou Syndicat Mixte de l'Orne et ses affluents, sis à Argentan.

## Affluents
L'Odon a vingt-huit tronçons affluents référencés.
Aucun de ses affluents ne dépasse les quinze kilomètres. Son affluent principal et le plus long, est l'Ajon (rd), 12 km sur neuf communes et avec quatre affluents, de rang de Strahler trois, qui conflue au Locheur.
De ses autres affluents, seule la Douvette (rd), 7,3 km, de rang de Strahler trois, qui conflue entre Longvillers et Le Mesnil-au-Grain, dépasse les cinq kilomètres.
La Chaîne est un ruisseau du nord-ouest de la France de 2,7 km et un affluent de l'Odon, qui coule dans le département du Calvados.

### Rang de Strahler
Donc le rang de Strahler de l'Odon est de quatre par l'Ajon, par exemple, ou la Douvette.

## Hydrologie
Son régime hydrologique est dit pluvial océanique.
L'Odon a été observé depuis 30 juillet 1991  à la station I3712010 d'Épinay-sur-Odon, à 78 m d'altitude et pour un bassin versant de 76 km2. Son module est de 1,010 m3/s.
L'Odon est désormais aussi observé depuis 26 septembre 2019  à la station I3732010 de Gavrus, à 45 m d'altitude et pour un bassin versant de 152 km2. La relative jeunesse d'installation ne permet pas d'avoir de statistiques à cette station.

### L'Odon à Épinay-sur-Odon
L'Odon a été observé depuis 30 juillet 1991  à la station I3712010 d'Épinay-sur-Odon, à 78 m d'altitude et pour un bassin versant de 76 km2. Son module est de 1,010 m3/s.

### Étiage ou basses eaux
À l'étiage, c'est-à-dire aux basses eaux, le VCN3, ou débit minimal du cours d'eau enregistré pendant trois jours consécutifs sur un mois, en cas de quinquennale sèche s'établit à 0,015 m3/s, ce qui est faible,.

### Crues
Sur cette période d'observation, le débit journalier maximal a été observé le 14 novembre 2010 pour 21,2 m3/s. Le débit instantané maximal a été observé le 28 décembre 1999 avec 27,0 m3/s en même temps que la hauteur maximale instantanée de 189 cm soit 1,89 m.
Le QIX 2 est de 10,0 m3/s, le QIX 5 est 14,0 m3/s, le QIX 10 est de 17,0 m3/s, le QIX 20 est de 20,0 m3/s et le QIX 50 est de 24,0 m3/s. Le QIX 100 n'a pas pu être calculé vu la période d'observation de 29 ans.

### Lame d'eau et débit spécifique
La lame d'eau écoulée dans cette partie du bassin versant de la rivière est de 419 millimètres annuellement, ce qui est au-dessus de la moyenne en France, à 300 mm/an. Le débit spécifique (Qsp) atteint 13,2 litres par seconde et par kilomètre carré de bassin.

## Aménagements et écologie

### Géologie et biologie
L'Odon est une rivière située en Normandie de type granitique c'est-à-dire aux eaux acides. Les poissons y ont donc une croissance lente, en moyenne, il faudra trois ans à une truite pour atteindre la maturité sexuelle, à 23 cm.
Le fond est composé de schiste de différentes granulométries propice aux frayères sur certains secteurs de notre linéaire. Ce fond caillouteux permet à de nombreuses espèces de poissons et d'insectes aquatiques de se développer et de se cacher.

## Histoire de l'Odon à Caen

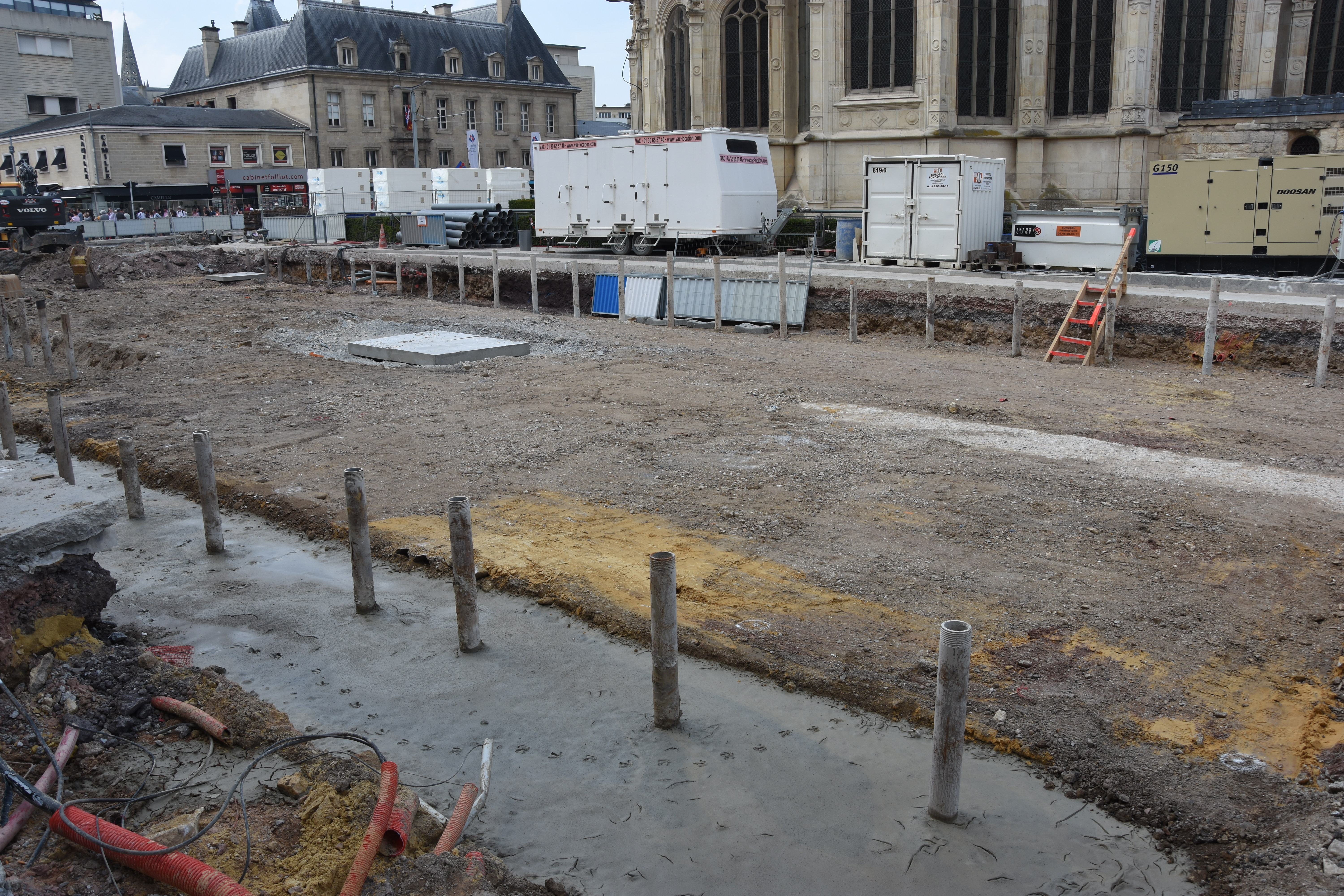
Travaux de consolidation de la rigole alimentaire à l'occasion des travaux du tramway mai 2018.

À partir du Moyen Âge, le Grand Odon est utilisé comme port ; une chaîne est dressée entre la tour Leroy et la tour aux Landais (aujourd'hui disparue) pour en protéger l'accès. Les différents bras de l'Odon coulent au pied des fortifications de la vieille ville et de l'Île Saint-Jean.
En 1764, on entreprend de grands travaux afin de moderniser le port de Caen. Un canal de redressement est percé entre Clopée (Mondeville) et Caen afin de rectifier le cours de l'Orne. L'Odon est également canalisé pour former un bras de ce nouveau chenal. En 1787, la compagnie Mignot est chargée d'édifier, sous la direction de l'ingénieur Lefebvre, des murs de quai sur la rive droite du nouveau cours de l'Odon. Les travaux sont interrompus plusieurs fois et ne sont terminés que dans les années 1840 quand l'Odon est canalisé entre la place Courtonne et sa confluence avec l'Orne pour former le bassin Saint-Pierre. L'espace compris entre l'ancien cours de l'Odon, désormais sec, et le nouveau cours (quai Vendeuvre) est ensuite utilisé comme place d'armes.
À partir de la deuxième partie du XIXe siècle, les habitants se plaignent de plus en plus des désagréments liés aux Odon. La rivière, utilisée comme égout à ciel ouvert, est effectivement responsable de terribles épidémies de choléra et de typhoïde qui déciment épisodiquement la population caennaise. En 1860, la municipalité caennaise fait couvrir le Grand Odon entre la place de la Préfecture (actuelle place Gambetta) et la place Courtonne ; elle fait aménager le boulevard Saint-Pierre (actuellement boulevards des Alliés et Maréchal-Leclerc) sur l'espace ainsi dégagé. En 1931–1932, la municipalité charge la Société eau et assainissement d'étudier les moyens de compléter l'assainissement de la ville. La municipalité fait alors couvrir ce qui reste du Grand Odon – l'Abreuvoir de Courtonne ou Rigole alimentaire – et combler les bras de l'Odon qui se faufilent dans les ruelles de la ville. Bien qu'elle ait marqué si longtemps la physionomie de la ville, la rivière a laissé peu de traces dans la ville de Caen.
Après la Seconde Guerre mondiale, le cours de l'Odon est canalisé le long du nouveau boulevard Yves-Guillou.

## Galerie

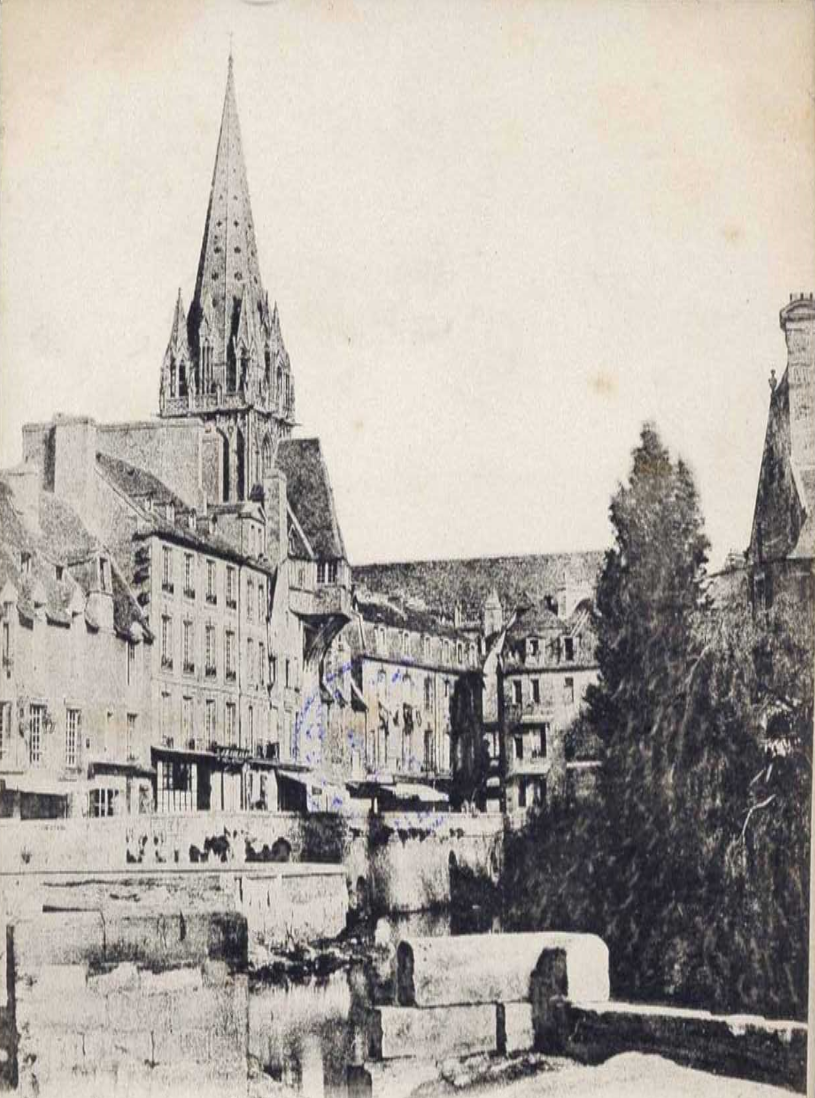
Confluence de la Noë et du Grand Odon.
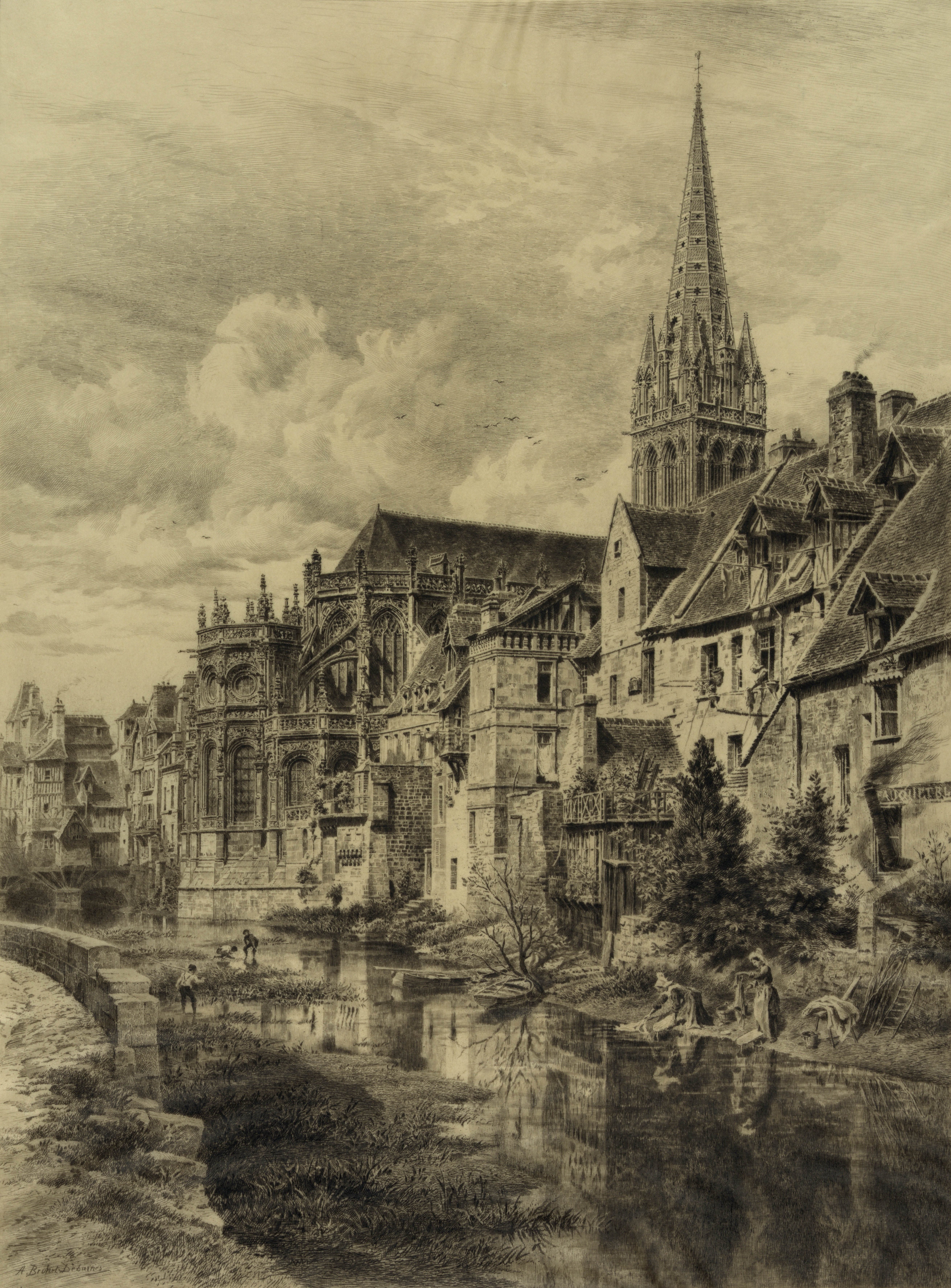
Au niveau de l'église Saint-Pierre de Caen.
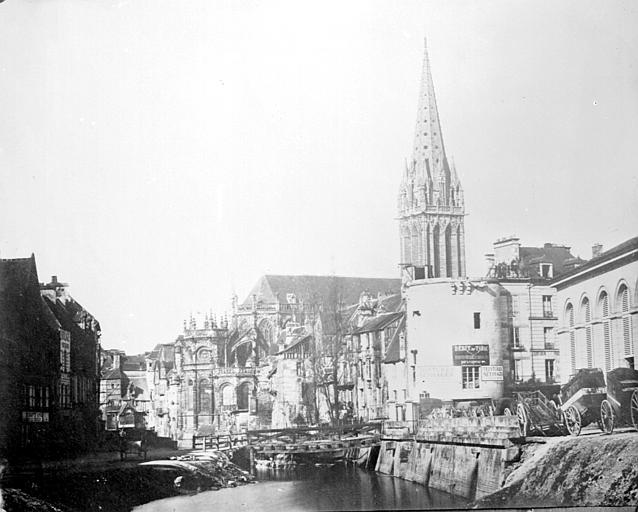
Au niveau de la Tour Leroy.
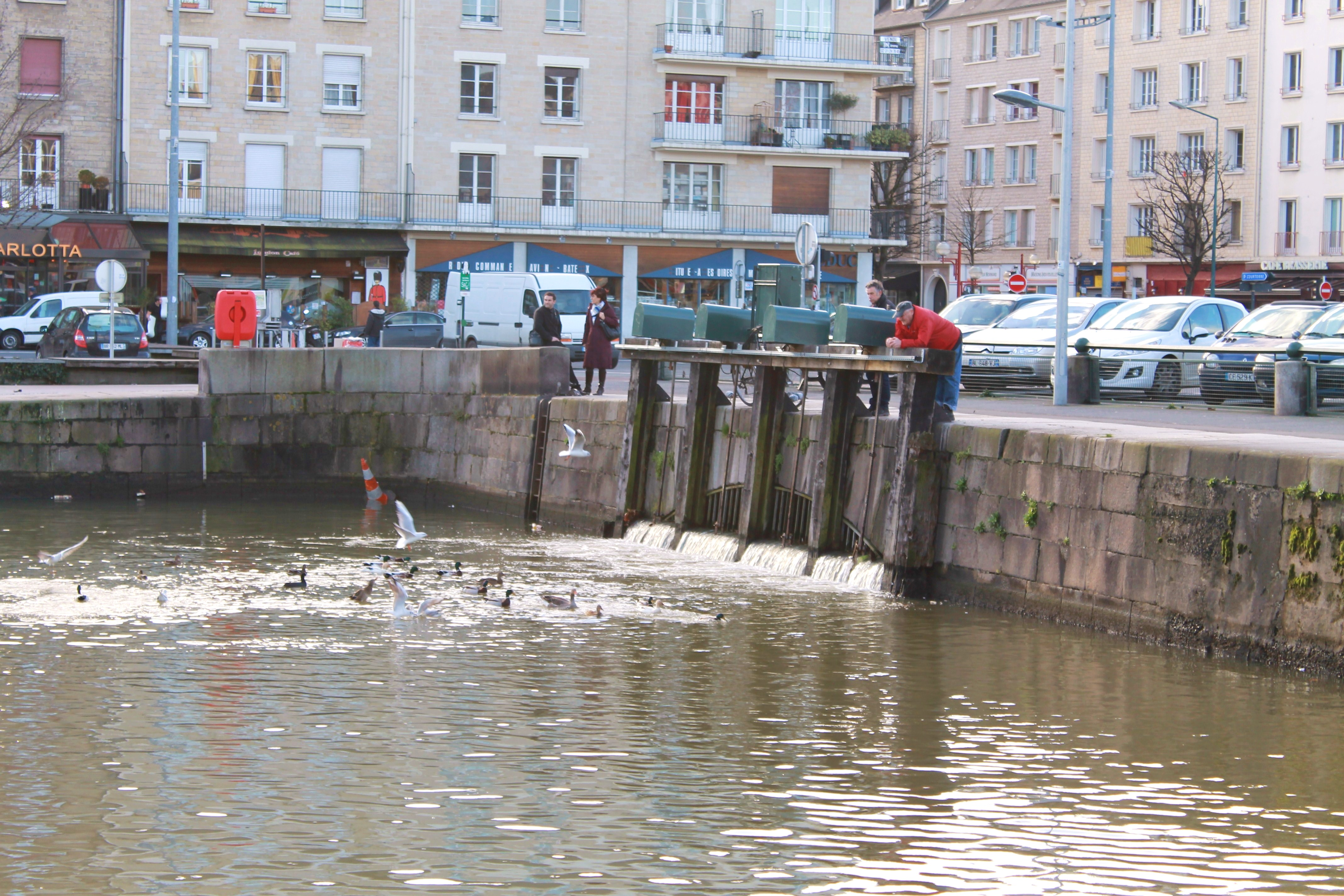
Arrivée au bassin Saint-Pierre.
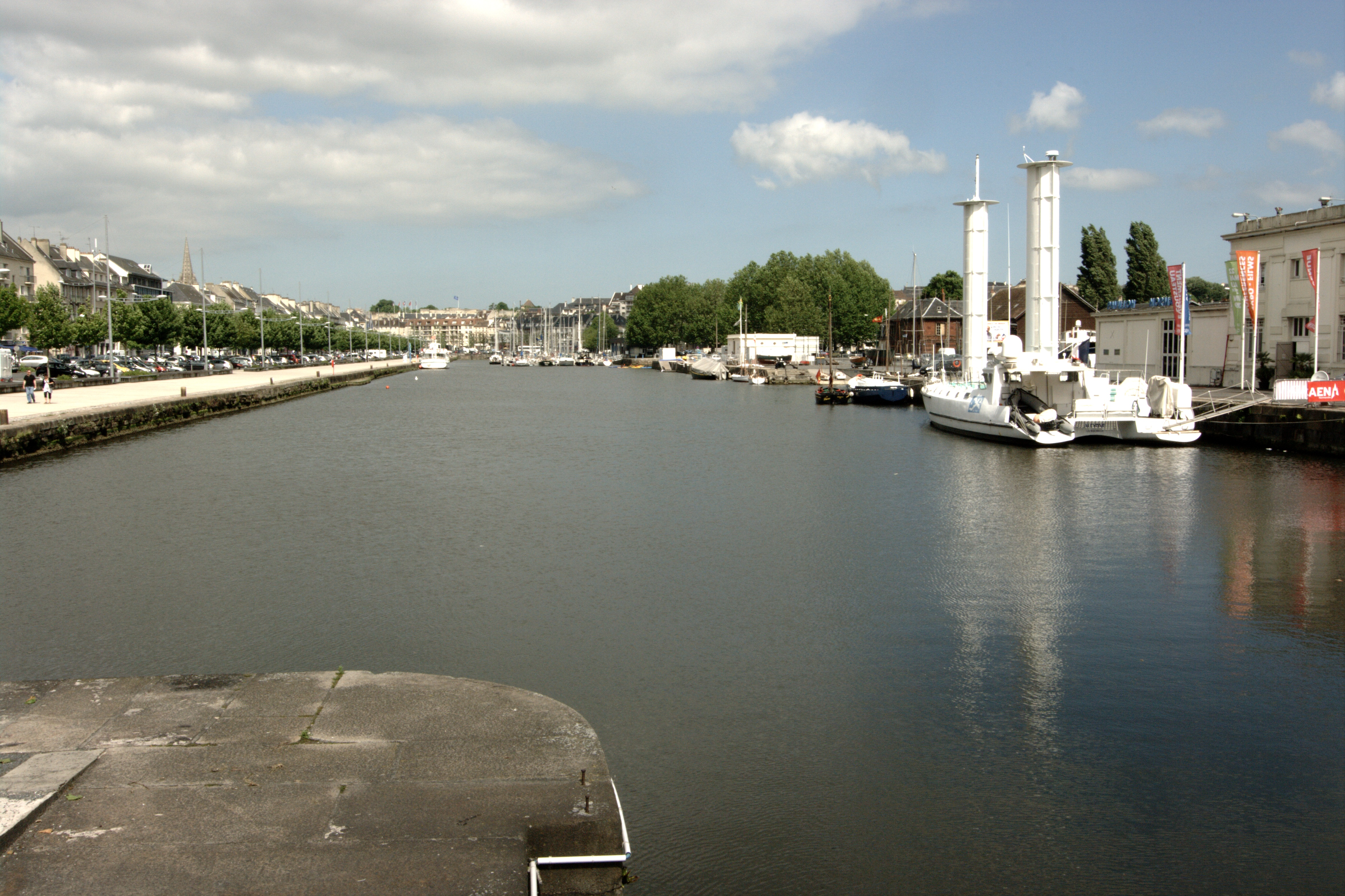
Le bassin Saint-Pierre à Caen.
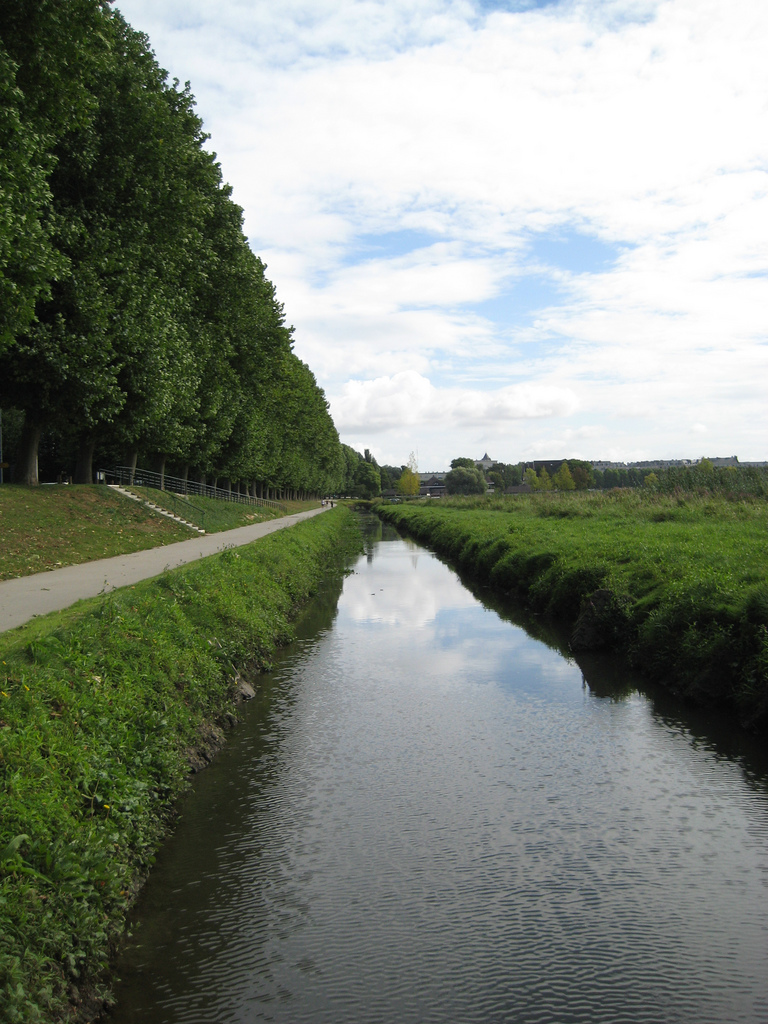
L'Odon canalisé à Caen.